# Cristhian Pacheco
Cristhian Simeón Pacheco Mendoza (Huancayo, 26 mei 1993) is een Peruviaans atleet. Pacheco is gespecialiseerd in de marathon. 
Hij nam deel aan de Olympische Zomerspelen 2016. Hij vertegenwoordigt ook zijn land op de Olympische Zomerspelen 2020.

## Palmares

### Pan-Amerikaanse Spelen
- 2019:  – Marathon heren: 2:09.31 (NR)

- World Athletics: 14609456